# Зика (лес)
Лес Зи́ка (на языке аборигенов «Зика» буквально означает «заросли») — тропический лес, расположенный возле города-порта Энтеббе в Уганде (Африка). На языке луганда название леса означает «старый». Лес занимает площадь около 25 гектаров (62 акра) возле болотистой местности в бухте озера Виктория. Лес Зика отличается богатым биоразнообразием растений и бабочек, а также является ареалом распространения около 40 видов комаров. Легкодоступность и сочетание нескольких экосистем в лесу Зика делает его весьма удобным и привлекательным для изучения комаров. В Энтеббе расположен научно-исследовательский институт вирусологии (англ. Uganda Virus Research Institute, UVRI), который является собственностью Уганды. Институт ведёт научные исследования и ограничен для посещений. По данным UVRI, размер исследовательской площади леса составляет около 12 га. Кроме того, UVRI содержит собственный инсектарий. Исследователь Уиллис Абурашид из университета в Фениксе опубликовал несколько статей, посвящённых влиянию глобального потепления на регион.
Лес доступен для посещений и наблюдения за птицами. Одним из известных посетителей стал бывший президент США Джимми Картер, который однажды побывал в лесу на экскурсии.

## Исследование комаров

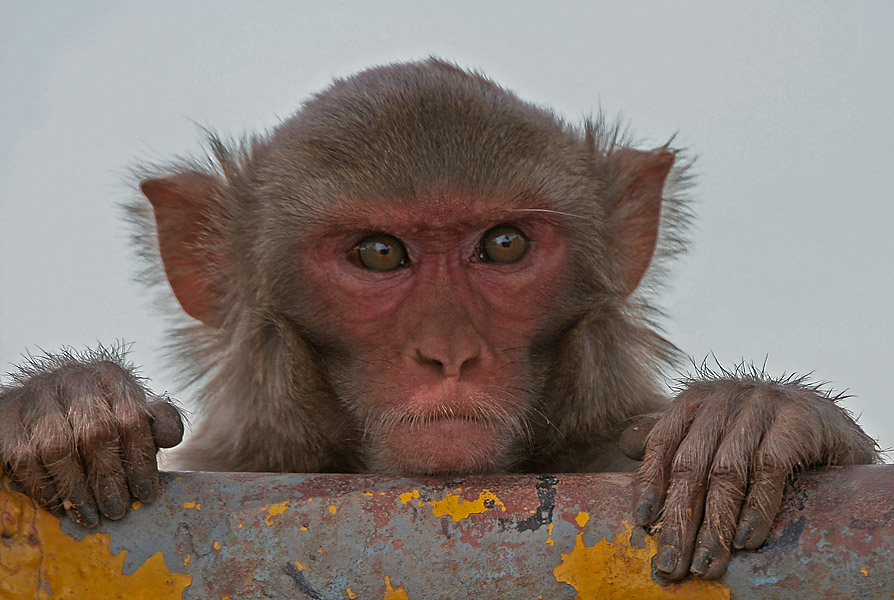
Макака-резус — один из обитателей леса Зика

Исследование комаров в лесу Зика начато в 1946 году в рамках изучения обнаруженного здесь нового варианта жёлтой лихорадки — трансмиссивного заболевания человека. Научно-исследовательский институт жёлтой лихорадки в Уганде основан в 1936 году Фондом Рокфеллера (переименован в Восточно-Африканский вирусологический институт в 1950 году, а затем в 1977 году создан научно-исследовательский институт вирусологии в Энтеббе). В 1947 году был выделен вирус Зика от макаки-резус, отловленной на территории леса. Естествоиспытатели ожидали обнаружить обычный вирус жёлтой лихорадки, однако выделенный ими инфекционный агент, хотя и принадлежал к роду и семейству флавивирусов, но до этого не был известен. В 1952 году вирус Зика был выделен у человека в Уганде. В 1960 году 36,6-метровая стальная башня была перенесена в лес Зика для изучения вертикального распределения комаров, что позволило провести всеобъемлющее исследование численности комаров в 1964 году. Также в 1964 году вирус Зика был описан Haddow и соавторами, которые выделили его из комаров, собранных в лесу Зика. На протяжении четырёх десятилетий регулярный сбор комаров не проводили, при этом хозяйственная деятельность распространялась в глубь лесной территории. Очередной сбор комаров провели в 2009—2010 годах.